# Liste der Nummer-eins-Hits in Argentinien (2012)
Diese Liste der Nummer-eins-Hits basiert auf den offiziellen wöchentlichen Top-20-Popalbumcharts der Cámara Argentina de Productores de Fonogramas y Videogramas (CAPIF), der argentinischen Landesgruppe der IFPI, im Jahr 2012.

## Alben
| ← 2011 ← | Liste der Nummer-eins-Hits in Argentinien | Liste der Nummer-eins-Hits in Argentinien | Liste der Nummer-eins-Hits in Argentinien                              | 2013 → |
| \| Zeitraum \| Wo. ges. \| Interpret \| Titel \| Zusätzliche Informationen \| \| (Zeitraum, Wochen auf Platz eins, Interpret, Titel, zusätzliche Informationen) \| \| \| \| \| \| ------------------------------------------------------------------------------ \| -------- \| --------------------------------- \| ---------------------------------------------------------------------- \| -------------------------------------------------------------------------------------------------------------------------------------------------------------------------------------------------------------------------------------------- \| \| 1. Januar 2012 – 7. Januar 2012 1 Woche (insgesamt 4) \| 4 \| Justin Bieber \| Under the Mistletoe \| – \| \| 8. Januar 2012 – 14. Januar 2012 1 Woche \| 1 \| David Guetta \| Nothing but the Beat \| Der Franzose ist auch in Argentinien der erfolgreichste Künstler im Dance-Bereich. \| \| 15. Januar 2012 – 21. Januar 2012 1 Woche (insgesamt 4) \| 4 \| Adele \| 21 \| – \| \| 22. Januar 2012 – 28. Januar 2012 1 Woche (insgesamt 4) \| 4 \| Justin Bieber \| Under the Mistletoe \| – \| \| 29. Januar 2012 – 4. Februar 2012 1 Woche (insgesamt 2) \| 2 \| Michael Bublé \| Christmas \| – \| \| 5. Februar 2012 – 11. Februar 2012 1 Woche \| 1 \| Serrat & Sabina \| La orquesta del Titanic \| Das zweite gemeinsame Album der beiden spanischen Liedermacher erreicht wie in der Heimat der beiden Platz eins der Charts. \| \| 12. Februar 2012 – 18. Februar 2012 1 Woche \| 1 \| Whitney Houston \| The Ultimate Collection \| Am 11. Februar war die erfolgreiche US-Sängerin gestorben, direkt danach steigt dieses Best-of-Album von 2007 an die Chartspitze. \| \| 19. Februar 2012 – 25. Februar 2012 1 Woche \| 1 \| Soda Stereo \| Nada personal \| Zum 30-jährigen Jubiläum der argentinischen Rockband wurden ihre Werke neu aufgelegt, ihr zweites Album aus dem Jahr 1985 schaffte es in den Charts ganz nach oben. \| \| 26. Februar 2012 – 3. März 2012 1 Woche (insgesamt 4) \| 4 \| Adele \| 21 \| – \| \| 4. März 2012 – 10. März 2012 1 Woche \| 1 \| Soda Stereo \| Signos \| Ursprünglich die dritte Albumveröffentlichung der Argentinier im Jahr 1986. \| \| 11. März 2012 – 17. März 2012 1 Woche (insgesamt 4) \| 4 \| Adele \| 21 \| – \| \| 18. März 2012 – 31. März 2012 2 Wochen \| 2 \| One Direction \| Up All Night \| Das Debütalbum der britisch-irischen Boygroup setzt sich sofort an die vorderste Position. \| \| 1. April 2012 – 14. April 2012 2 Wochen (insgesamt 6) \| 6 \| Ricardo Arjona \| Independiente \| Der bekannteste Musiker Guatemalas ist auch in Argentinien erfolgreich, vor einem halben Jahr war das Album schon einmal an der Chartspitze gewesen und 2013 kehrte es in einer erweiterten Version noch einmal auf den ersten Platz zurück. \| \| 15. April 2012 – 21. April 2012 1 Woche \| 1 \| Teen Angels \| Teen Angels - La despedida \| Der Abschied (despedida) der fünfköpfigen Band aus der argentinischen Jugendfernsehserie Casi Ángeles, die von 2007 bis 2010 in Südamerika und darüber hinaus erfolgreich war. \| \| 22. April 2012 – 28. April 2012 1 Woche (insgesamt 4) \| 4 \| Adele \| 21 \| – \| \| 29. April 2012 – 5. Mai 2012 1 Woche \| 1 \| Norah Jones \| Little Broken Hearts \| Die US-amerikanische Souljazz-Sängerin war auch mit ihrem fünften Studioalbum international sehr erfolgreich. \| \| 6. Mai 2012 – 12. Mai 2012 1 Woche \| 1 \| Los Auténticos Decadentes \| Hecho en México en vivo en el Palacio de los Deportes - 25 aniversario \| Ein Livealbum der argentinischen Ska-Rock-Band zum 25-jährigen Bestehen, aufgenommen in Mexiko. \| \| 13. Mai 2012 – 19. Mai 2012 1 Woche (insgesamt 3) \| 3 \| Sergio Dalma \| Vía Dalma \| Der spanische Popsänger ist mit einem Album mit umgetexteten Liedern italienischen Ursprungs auch in Argentinien erfolgreich, wo ein Drittel der Bevölkerung italienische Wurzeln hat. \| \| 20. Mai 2012 – 26. Mai 2012 1 Woche \| 1 \| Sandro \| El sorprendente mundo de Sandro \| Posthum steigt das Album des argentinischen Rock-and-Roll-Stars an die Chartspitze, ursprünglich stammt es aus seiner Anfangszeit (1966), Roberto Sánchez alias Sandro starb 2010. \| \| 27. Mai 2012 – 2. Juni 2012 1 Woche \| 1 \| Juanes \| MTV Unplugged \| Der kolumbianische Popstar schafft mit seinem Livealbum aus der MTV-Unplugged-Reihe eine weitere Nummer-eins-Platzierung. \| \| 3. Juni 2012 – 9. Juni 2012 1 Woche \| 1 \| Gustavo Cordera \| En la Caravana Mágica Vol. 2 \| Der Rocksänger, der durch die Band Bersuit bekannt geworden ist, platziert sich mit dem zweiten Teil der „magischen Karawane“ ganz oben in den Charts, Teil eins war im August 2010 auf Platz zwei gewesen. \| \| 10. Juni 2012 – 30. Juni 2012 3 Wochen \| 3 \| Justin Bieber \| Believe \| Das zweite Album des kanadischen Teenieschwarms erreichte in zahlreichen Ländern weltweit den ersten Platz, das einzige Album des Jahres, das drei Wochen am Stück ganz vorne stand. \| \| 1. Juli 2012 – 7. Juli 2012 1 Woche \| 1 \| Abel Pintos \| Sueño dorado \| Sueño dorado, der goldene Traum, ist das erste Livealbum des traditionalistischen Sängers und Gitarristen, es erreichte nicht nur Gold, sondern sogar Platin. \| \| 8. Juli 2012 – 14. Juli 2012 1 Woche \| 1 \| Las Pelotas \| Cerca de las nubes \| Seit 1988 veröffentlicht die argentinische Rockband erfolgreich ihre Alben. \| \| 15. Juli 2012 – 21. Juli 2012 1 Woche \| 1 \| Eme 15 \| Eme 15 \| Das Debütalbum der Popband aus mexikanischen und argentinischen Nickelodeon-Stars war in beiden Ländern ein Nummer-eins-Erfolg. \| \| 22. Juli 2012 – 28. Juli 2012 1 Woche \| 1 \| Verschiedene Interpreten \| Graduados \| Argentinische 80er-Jahre-Musik aus einer Comedyserie um Leute aus einer Abschlussklasse, die sich nach 19 Jahren wieder treffen. \| \| 29. Juli 2012 – 4. August 2012 1 Woche (insgesamt 3) \| 3 \| Sergio Dalma \| Vía Dalma \| – \| \| 5. August 2012 – 11. August 2012 1 Woche \| 1 \| Babasónicos \| Jessico - Carolo \| Für die argentinische Rockband bedeutete das Album Jessico 2001 einen musikalischen Wendepunkt und war sogar für einen Latin Grammy nominiert, zur Erinnerung gab es diese Kompilation aus Hits und bislang unveröffentlichten Liedern. \| \| 12. August 2012 – 18. August 2012 1 Woche (insgesamt 3) \| 3 \| Sergio Dalma \| Vía Dalma \| – \| \| 19. August 2012 – 25. August 2012 1 Woche \| 1 \| Marcela Morelo \| El club de los milagros \| Das achte Album der argentinischen Latin-Musikerin. \| \| 26. August 2012 – 1. September 2012 1 Woche \| 1 \| David Guetta \| F*** Me, I'm Famous 2012 \| Das achte Exemplar aus der Mixalbumreihe des französischen Star-DJs war nur in wenigen Ländern erfolgreich, in Argentinien war es seine zweite Topplatzierung in einem Jahr. \| \| 2. September 2012 – 8. September 2012 1 Woche \| 1 \| Los Nocheros \| Clásicos (el pecado original) \| Das zwölfte Album des argentinischen Sängerquartetts enthält traditionelle Lieder aus ihrer Heimat. \| \| 9. September 2012 – 15. September 2012 1 Woche \| 1 \| Daddy Yankee \| Prestige \| Das sechste Studioalbum des Reggaeton-Musikers aus Puerto Rico. \| \| 16. September 2012 – 22. September 2012 1 Woche \| 1 \| Vicentico \| Vicentico 5 \| Der Sänger und Mitgründer von Los Fabulosos Cadillacs startete nach der Bandauflösung 2002 eine erfolgreiche Solokarriere und setzt diese auch nach der Wiedervereinigung fort. \| \| 23. September 2012 – 6. Oktober 2012 2 Wochen \| 2 \| Alejandro Sanz \| La música no se toca \| Auch nach einem Labelwechsel setzt der spanische Cantautor seinen Erfolg im spanischsprachigen Raum fort. \| \| 7. Oktober 2012 – 13. Oktober 2012 1 Woche \| 1 \| Ricardo Montaner \| Viajero frecuente \| Seit über 35 Jahren veröffentlicht der Venezolaner seine Alben. \| \| 14. Oktober 2012 – 20. Oktober 2012 1 Woche \| 1 \| No Te Va Gustar \| El calor del pleno invierno \| Die Ska-Rock-Band aus Uruguay hatte kurz zuvor ihren Keyboarder bei einem Motorradunfall verloren. \| \| 21. Oktober 2012 – 27. Oktober 2012 1 Woche \| 1 \| Tony Bennett \| Viva Duets \| Der US-Entertainer war mit seinen Liveduetten mit CD und DVD erfolgreich. \| \| 28. Oktober 2012 – 3. November 2012 1 Woche \| 1 \| Illya Kuryaki and the Valderramas \| Chances \| Mit dem zweiten Album nach der Wiedervereinigung erobern die argentinischen Funkmusiker Platz 1. \| \| 4. November 2012 – 10. November 2012 1 Woche \| 1 \| Serrat & Sabina \| Serrat & Sabina (en el Luna Park) \| Das Livealbum zum Album La orquesta del Titanic, das früher im Jahr Nummer eins gewesen war, aufgenommen im Luna Park in Buenos Aires. \| \| 11. November 2012 – 17. November 2012 1 Woche (insgesamt 2) \| 2 \| One Direction \| Take Me Home \| Zwei Alben brachte die Boygroup von den britischen Inseln innerhalb eines Dreivierteljahres auf Platz 1. \| \| 18. November 2012 – 24. November 2012 1 Woche \| 1 \| Almendra \| El primer álbum + los singles \| Nach dem Tod des Leadsängers früher im Jahr erobert diese Zusammenstellung aus dem ersten Album Almendra aus dem Jahr 1969 und Singleveröffentlichungen der argentinischen Rockband die Chartspitze. \| \| 25. November 2012 – 1. Dezember 2012 1 Woche (insgesamt 2) \| 2 \| One Direction \| Take Me Home \| – \| \| 2. Dezember 2012 – 15. Dezember 2012 2 Wochen \| 2 \| Fito Páez \| El amor despues del amor \| Zwanzig Jahre, nachdem der argentinische Rocksänger mit dem Album seinen größten Erfolg feierte, kehrt es an die Spitze zurück. \| \| 16. Dezember 2012 – 29. Dezember 2012 2 Wochen \| 2 \| La Fiesta \| 10 años \| Jubiläumsalbum der Cuarteto-Band aus der argentinischen Stadt Córdoba zum 10-jährigen Bandbestehen. \| \| 30. Dezember 2012 – 5. Januar 2013 1 Woche \| 1 \| Led Zeppelin \| Celebration Day \| Die CD zum Reunion-Konzert der britischen Rockveteranen von 2007 erreichte in vielen Ländern die Top Ten. \| |                                           |                                           |                                                                        | |
| ← 2011 |                                           |                                           |                                                                        | → 2013 → |
| Zeitraum | Wo. ges.                                  | Interpret                                 | Titel                                                                  | Zusätzliche Informationen |
| (Zeitraum, Wochen auf Platz eins, Interpret, Titel, zusätzliche Informationen) |                                           |                                           |                                                                        | |
| 1. Januar 2012 – 7. Januar 2012 1 Woche (insgesamt 4) | 4                                         | Justin Bieber                             | Under the Mistletoe                                                    | – |
| 8. Januar 2012 – 14. Januar 2012 1 Woche | 1                                         | David Guetta                              | Nothing but the Beat                                                   | Der Franzose ist auch in Argentinien der erfolgreichste Künstler im Dance-Bereich. |
| 15. Januar 2012 – 21. Januar 2012 1 Woche (insgesamt 4) | 4                                         | Adele                                     | 21                                                                     | – |
| 22. Januar 2012 – 28. Januar 2012 1 Woche (insgesamt 4) | 4                                         | Justin Bieber                             | Under the Mistletoe                                                    | – |
| 29. Januar 2012 – 4. Februar 2012 1 Woche (insgesamt 2) | 2                                         | Michael Bublé                             | Christmas                                                              | – |
| 5. Februar 2012 – 11. Februar 2012 1 Woche | 1                                         | Serrat & Sabina                           | La orquesta del Titanic                                                | Das zweite gemeinsame Album der beiden spanischen Liedermacher erreicht wie in der Heimat der beiden Platz eins der Charts. |
| 12. Februar 2012 – 18. Februar 2012 1 Woche | 1                                         | Whitney Houston                           | The Ultimate Collection                                                | Am 11. Februar war die erfolgreiche US-Sängerin gestorben, direkt danach steigt dieses Best-of-Album von 2007 an die Chartspitze. |
| 19. Februar 2012 – 25. Februar 2012 1 Woche | 1                                         | Soda Stereo                               | Nada personal                                                          | Zum 30-jährigen Jubiläum der argentinischen Rockband wurden ihre Werke neu aufgelegt, ihr zweites Album aus dem Jahr 1985 schaffte es in den Charts ganz nach oben.                                                                          |
| 26. Februar 2012 – 3. März 2012 1 Woche (insgesamt 4) | 4                                         | Adele                                     | 21                                                                     | – |
| 4. März 2012 – 10. März 2012 1 Woche | 1                                         | Soda Stereo                               | Signos                                                                 | Ursprünglich die dritte Albumveröffentlichung der Argentinier im Jahr 1986. |
| 11. März 2012 – 17. März 2012 1 Woche (insgesamt 4) | 4                                         | Adele                                     | 21                                                                     | – |
| 18. März 2012 – 31. März 2012 2 Wochen | 2                                         | One Direction                             | Up All Night                                                           | Das Debütalbum der britisch-irischen Boygroup setzt sich sofort an die vorderste Position. |
| 1. April 2012 – 14. April 2012 2 Wochen (insgesamt 6) | 6                                         | Ricardo Arjona                            | Independiente                                                          | Der bekannteste Musiker Guatemalas ist auch in Argentinien erfolgreich, vor einem halben Jahr war das Album schon einmal an der Chartspitze gewesen und 2013 kehrte es in einer erweiterten Version noch einmal auf den ersten Platz zurück. |
| 15. April 2012 – 21. April 2012 1 Woche | 1                                         | Teen Angels                               | Teen Angels - La despedida                                             | Der Abschied (despedida) der fünfköpfigen Band aus der argentinischen Jugendfernsehserie Casi Ángeles, die von 2007 bis 2010 in Südamerika und darüber hinaus erfolgreich war.                                                               |
| 22. April 2012 – 28. April 2012 1 Woche (insgesamt 4) | 4                                         | Adele                                     | 21                                                                     | – |
| 29. April 2012 – 5. Mai 2012 1 Woche | 1                                         | Norah Jones                               | Little Broken Hearts                                                   | Die US-amerikanische Souljazz-Sängerin war auch mit ihrem fünften Studioalbum international sehr erfolgreich. |
| 6. Mai 2012 – 12. Mai 2012 1 Woche | 1                                         | Los Auténticos Decadentes                 | Hecho en México en vivo en el Palacio de los Deportes - 25 aniversario | Ein Livealbum der argentinischen Ska-Rock-Band zum 25-jährigen Bestehen, aufgenommen in Mexiko. |
| 13. Mai 2012 – 19. Mai 2012 1 Woche (insgesamt 3) | 3                                         | Sergio Dalma                              | Vía Dalma                                                              | Der spanische Popsänger ist mit einem Album mit umgetexteten Liedern italienischen Ursprungs auch in Argentinien erfolgreich, wo ein Drittel der Bevölkerung italienische Wurzeln hat.                                                       |
| 20. Mai 2012 – 26. Mai 2012 1 Woche | 1                                         | Sandro                                    | El sorprendente mundo de Sandro                                        | Posthum steigt das Album des argentinischen Rock-and-Roll-Stars an die Chartspitze, ursprünglich stammt es aus seiner Anfangszeit (1966), Roberto Sánchez alias Sandro starb 2010.                                                           |
| 27. Mai 2012 – 2. Juni 2012 1 Woche | 1                                         | Juanes                                    | MTV Unplugged                                                          | Der kolumbianische Popstar schafft mit seinem Livealbum aus der MTV-Unplugged-Reihe eine weitere Nummer-eins-Platzierung. |
| 3. Juni 2012 – 9. Juni 2012 1 Woche | 1                                         | Gustavo Cordera                           | En la Caravana Mágica Vol. 2                                           | Der Rocksänger, der durch die Band Bersuit bekannt geworden ist, platziert sich mit dem zweiten Teil der „magischen Karawane“ ganz oben in den Charts, Teil eins war im August 2010 auf Platz zwei gewesen.                                  |
| 10. Juni 2012 – 30. Juni 2012 3 Wochen | 3                                         | Justin Bieber                             | Believe                                                                | Das zweite Album des kanadischen Teenieschwarms erreichte in zahlreichen Ländern weltweit den ersten Platz, das einzige Album des Jahres, das drei Wochen am Stück ganz vorne stand.                                                         |
| 1. Juli 2012 – 7. Juli 2012 1 Woche | 1                                         | Abel Pintos                               | Sueño dorado                                                           | Sueño dorado, der goldene Traum, ist das erste Livealbum des traditionalistischen Sängers und Gitarristen, es erreichte nicht nur Gold, sondern sogar Platin.                                                                                |
| 8. Juli 2012 – 14. Juli 2012 1 Woche | 1                                         | Las Pelotas                               | Cerca de las nubes                                                     | Seit 1988 veröffentlicht die argentinische Rockband erfolgreich ihre Alben. |
| 15. Juli 2012 – 21. Juli 2012 1 Woche | 1                                         | Eme 15                                    | Eme 15                                                                 | Das Debütalbum der Popband aus mexikanischen und argentinischen Nickelodeon-Stars war in beiden Ländern ein Nummer-eins-Erfolg. |
| 22. Juli 2012 – 28. Juli 2012 1 Woche | 1                                         | Verschiedene Interpreten                  | Graduados                                                              | Argentinische 80er-Jahre-Musik aus einer Comedyserie um Leute aus einer Abschlussklasse, die sich nach 19 Jahren wieder treffen. |
| 29. Juli 2012 – 4. August 2012 1 Woche (insgesamt 3) | 3                                         | Sergio Dalma                              | Vía Dalma                                                              | – |
| 5. August 2012 – 11. August 2012 1 Woche | 1                                         | Babasónicos                               | Jessico - Carolo                                                       | Für die argentinische Rockband bedeutete das Album Jessico 2001 einen musikalischen Wendepunkt und war sogar für einen Latin Grammy nominiert, zur Erinnerung gab es diese Kompilation aus Hits und bislang unveröffentlichten Liedern.      |
| 12. August 2012 – 18. August 2012 1 Woche (insgesamt 3) | 3                                         | Sergio Dalma                              | Vía Dalma                                                              | – |
| 19. August 2012 – 25. August 2012 1 Woche | 1                                         | Marcela Morelo                            | El club de los milagros                                                | Das achte Album der argentinischen Latin-Musikerin. |
| 26. August 2012 – 1. September 2012 1 Woche | 1                                         | David Guetta                              | F*** Me, I'm Famous 2012                                               | Das achte Exemplar aus der Mixalbumreihe des französischen Star-DJs war nur in wenigen Ländern erfolgreich, in Argentinien war es seine zweite Topplatzierung in einem Jahr.                                                                 |
| 2. September 2012 – 8. September 2012 1 Woche | 1                                         | Los Nocheros                              | Clásicos (el pecado original)                                          | Das zwölfte Album des argentinischen Sängerquartetts enthält traditionelle Lieder aus ihrer Heimat. |
| 9. September 2012 – 15. September 2012 1 Woche | 1                                         | Daddy Yankee                              | Prestige                                                               | Das sechste Studioalbum des Reggaeton-Musikers aus Puerto Rico. |
| 16. September 2012 – 22. September 2012 1 Woche | 1                                         | Vicentico                                 | Vicentico 5                                                            | Der Sänger und Mitgründer von Los Fabulosos Cadillacs startete nach der Bandauflösung 2002 eine erfolgreiche Solokarriere und setzt diese auch nach der Wiedervereinigung fort.                                                              |
| 23. September 2012 – 6. Oktober 2012 2 Wochen | 2                                         | Alejandro Sanz                            | La música no se toca                                                   | Auch nach einem Labelwechsel setzt der spanische Cantautor seinen Erfolg im spanischsprachigen Raum fort. |
| 7. Oktober 2012 – 13. Oktober 2012 1 Woche | 1                                         | Ricardo Montaner                          | Viajero frecuente                                                      | Seit über 35 Jahren veröffentlicht der Venezolaner seine Alben. |
| 14. Oktober 2012 – 20. Oktober 2012 1 Woche | 1                                         | No Te Va Gustar                           | El calor del pleno invierno                                            | Die Ska-Rock-Band aus Uruguay hatte kurz zuvor ihren Keyboarder bei einem Motorradunfall verloren. |
| 21. Oktober 2012 – 27. Oktober 2012 1 Woche | 1                                         | Tony Bennett                              | Viva Duets                                                             | Der US-Entertainer war mit seinen Liveduetten mit CD und DVD erfolgreich. |
| 28. Oktober 2012 – 3. November 2012 1 Woche | 1                                         | Illya Kuryaki and the Valderramas         | Chances                                                                | Mit dem zweiten Album nach der Wiedervereinigung erobern die argentinischen Funkmusiker Platz 1. |
| 4. November 2012 – 10. November 2012 1 Woche | 1                                         | Serrat & Sabina                           | Serrat & Sabina (en el Luna Park)                                      | Das Livealbum zum Album La orquesta del Titanic, das früher im Jahr Nummer eins gewesen war, aufgenommen im Luna Park in Buenos Aires. |
| 11. November 2012 – 17. November 2012 1 Woche (insgesamt 2) | 2                                         | One Direction                             | Take Me Home                                                           | Zwei Alben brachte die Boygroup von den britischen Inseln innerhalb eines Dreivierteljahres auf Platz 1. |
| 18. November 2012 – 24. November 2012 1 Woche | 1                                         | Almendra                                  | El primer álbum + los singles                                          | Nach dem Tod des Leadsängers früher im Jahr erobert diese Zusammenstellung aus dem ersten Album Almendra aus dem Jahr 1969 und Singleveröffentlichungen der argentinischen Rockband die Chartspitze.                                         |
| 25. November 2012 – 1. Dezember 2012 1 Woche (insgesamt 2) | 2                                         | One Direction                             | Take Me Home                                                           | – |
| 2. Dezember 2012 – 15. Dezember 2012 2 Wochen | 2                                         | Fito Páez                                 | El amor despues del amor                                               | Zwanzig Jahre, nachdem der argentinische Rocksänger mit dem Album seinen größten Erfolg feierte, kehrt es an die Spitze zurück. |
| 16. Dezember 2012 – 29. Dezember 2012 2 Wochen | 2                                         | La Fiesta                                 | 10 años                                                                | Jubiläumsalbum der Cuarteto-Band aus der argentinischen Stadt Córdoba zum 10-jährigen Bandbestehen. |
| 30. Dezember 2012 – 5. Januar 2013 1 Woche | 1                                         | Led Zeppelin                              | Celebration Day                                                        | Die CD zum Reunion-Konzert der britischen Rockveteranen von 2007 erreichte in vielen Ländern die Top Ten. |